# Objetos inexistentes
Em metafísica e ontologia, dentro da "teoria dos objetos", o filósofo austríaco Alexius Meinong (1853-1920) desenvolveu o constructo dos objetos inexistentes. Ele estava interessado em estados intencionais que se dirigem a objetos inexistentes. Partindo do "princípio da intencionalidade", os fenômenos mentais são intencionalmente direcionados a um objeto. As pessoas podem imaginar, desejar ou temer algo que não existe. Outros filósofos concluíram que a intencionalidade não é uma relação real e, portanto, não requer a existência de um objeto, enquanto Meinong concluiu que existe um objeto para cada estado mental, sendo este, se não existente, ao menos inexistente.

## Cópula do quadrado redondo
A cópula do quadrado redondo é um exemplo comum da estratégia da cópula dual usada em referência ao "problema dos objetos inexistentes", bem como sua relação com problemas na filosofia da linguagem moderna.
A questão surgiu, mais notavelmente, entre as teorias dos filósofos contemporâneos Alexius Meinong (ver o livro de Meinong de 1904 Investigations in Theory of Objects and Psychology) e Bertrand Russell (ver o artigo de Russell de 1905 "Sobre a denotação"). A crítica de Russell à teoria dos objetos de Meinong, também conhecida como a visão Russelliana, tornou-se a visão estabelecida sobre o problema dos objetos inexistentes.
Na filosofia moderna tardia, o conceito de "círculo quadrado" (em alemão:  viereckiger Kreis) também havia sido discutido anteriormente na obra de Gottlob Frege, Os Fundamentos da Aritmética (1884).

### A estratégia da cópula dupla
A estratégia empregada é a estratégia da cópula dupla, também conhecida como a abordagem da predicação dupla, que é usada para fazer uma distinção entre relações de propriedades e indivíduos. Ela implica criar uma frase que não deve fazer sentido ao forçar o termo "é" a ter um significado ambíguo.
A estratégia da cópula dupla foi originalmente trazida à proeminência na filosofia contemporânea por Ernst Mally. Outros proponentes desta abordagem incluem: Héctor-Neri Castañeda, William J. Rapaport e Edward N. Zalta.
Ao adotar o método notacional de Zalta (Fb significa b exemplifica a propriedade de ser F; bF significa b codifica a propriedade de ser F), e utilizando uma versão revisada da teoria dos objetos de Meinong que faz uso de uma distinção de cópula dupla (MOTdc), podemos dizer que o objeto chamado "o quadrado redondo" codifica a propriedade de ser redondo, a propriedade de ser quadrado, todas as propriedades implicadas por estas, e nenhuma outra. Mas é verdade que também existem infinitamente muitas propriedades sendo exemplificadas por um objeto chamado quadrado redondo (e, realmente, qualquer objeto) — por exemplo, a propriedade de não ser um computador e a propriedade de não ser uma pirâmide. Note que esta estratégia forçou o "é" a abandonar seu uso predicativo e agora funciona de maneira abstrata.
Quando se analisa agora a cópula do quadrado redondo usando o MOTdc, descobre-se que ela agora evita os três paradoxos comuns: (1) A violação da lei da não contradição, (2) O paradoxo de reivindicar a propriedade da existência sem realmente existir, e (3) produzir consequências contra-intuitivas. Primeiramente, o MOTdc mostra que o quadrado redondo não exemplifica a propriedade de ser redondo, mas a propriedade de ser redondo e quadrado. Assim, não há contradição subsequente. Em segundo lugar, evita o conflito de existência/não-existência ao reivindicar uma existência não-física: pelo MOTdc, só se pode dizer que o quadrado redondo simplesmente não exemplifica a propriedade de ocupar uma região no espaço. Finalmente, o MOTdc evita consequências contra-intuitivas (como uma 'coisa' ter a propriedade de inexistência) ao enfatizar que a cópula do quadrado redondo pode ser dita apenas para codificar a propriedade de ser redondo e quadrado, não realmente exemplificá-la. Assim, logicamente, ela não pertence a nenhum conjunto ou classe.
No final, o que o MOTdc realmente faz é criar um tipo de objeto: um objeto inexistente que é muito diferente dos objetos que normalmente podemos pensar. Ocasionalmente, referências a essa noção, embora obscuras, podem ser chamadas de "objetos Meinongianos".

### A estratégia da propriedade dual
A utilização da noção de objetos "não fisicamente existentes" é controversa na filosofia e gerou discussões em muitos artigos e livros sobre o assunto durante a primeira metade do século 20. Existem outras estratégias para evitar os problemas das teorias de Meinong, mas elas também sofrem de problemas sérios.
A primeira é a estratégia da propriedade dual, também conhecida como a estratégia nuclear–extranuclear.
Mally introduziu a estratégia da propriedade dual, mas não o endossou. A estratégia da propriedade dual foi eventualmente adotada por Meinong. Outros proponentes desta abordagem incluem: Terence Parsons e Richard Routley.
Segundo Meinong, é possível distinguir as propriedades naturais (nucleares) de um objeto, das suas propriedades externas (extranucleares). Parsons identifica quatro tipos de propriedades extranucleares: ontológicas, modais, intencionais, técnicas — no entanto, filósofos contestam as afirmações de Parsons em número e tipo. Adicionalmente, Meinong afirma que as propriedades nucleares são ou constitutivas ou consecutivas, significando propriedades que estão explicitamente contidas ou implícitas/incluídas em uma descrição do objeto. Essencialmente, a estratégia nega a possibilidade de objetos terem apenas uma propriedade, e em vez disso, eles podem ter apenas uma propriedade nuclear. Meinong, contudo, achou esta solução inadequada em vários aspectos e sua inclusão apenas serviu para confundir a definição de um objeto.

### A estratégia dos outros mundos
Existe também a estratégia dos outros mundos. Semelhante às ideias explicadas com a teoria dos mundos possíveis, esta estratégia adota a visão de que os princípios lógicos e a lei da contradição têm limites, mas sem assumir que tudo é verdade. Enumerada e defendida por Graham Priest, que foi fortemente influenciado por Routley, esta estratégia forma a noção de "noneísmo". Em resumo, assumindo que existem infinitos mundos possíveis e impossíveis, os objetos são libertados da necessidade de existir em todos os mundos, mas podem existir em mundos impossíveis (onde a lei da contradição não se aplica, por exemplo) e não no mundo real. Infelizmente, aceitar esta estratégia implica aceitar o conjunto de problemas que vêm com ela, como o status ontológico dos mundos impossíveis.